# Tony Alfaro
José Antonio Alfaro Vásquez más conocido como Tony Alfaro  (15 de junio de 1993, Puruándiro, Michoacán) es un futbolista mexicano. Juega como defensa central y su equipo actual es el El Paso Locomotive de la USL.

## Trayectoria

### Inicios y Club Tijuana
Tony Alfaro, a la edad de 16 años comenzó jugando con las fuerzas básicas del Club Tijuana, en el año 2009 jugando en las categorías Sub-17 y Sub-20.

### Ventura County Fusion
Para el año 2011, su familia se mudó a los Estados Unidos, debido al trabajo de su padre, donde ingresó al equipo de fútbol de su colegio, el Cal State Dominguez Hills Toros, donde se ganó la titularidad destacando en los partidos del torneo.
En diciembre de 2013, llamó la atención del Ventura County Fusion.

### Seattle Sounders
En enero de 2016 se oficializó su traspaso al Seattle Sounders, jugando primero para el equipo de la United Soccer League.
Debutó en la MLS el 29 de mayo de 2016, entrando de cambio al minuto 40' por Brad Evans en la derrota 2-1 ante el New England Revolution.

### Club Deportivo Guadalajara
El 28 de diciembre de 2018, se oficializó el fichaje de Alfaro a Chivas, siendo el sexto refuerzo de cara al Clausura 2019.
El 20 de febrero de 2019, hace su debut en la Copa MX en la visita ante Cafetaleros quedando 1-1.

### Club Atlético Zacatepec
El 27 de mayo de 2019, al no entrar en planes de Tomas Boy, se oficializa su traspaso al Club Atlético Zacatepec, en calidad de préstamo por 1 año sin opción a compra, convirtiéndose en el primer refuerzo de los cañeros de cara al Apertura 2019.

## Clubes
| Club                             | País           | Año           |
| -------------------------------- | -------------- | ------------- |
| Ventura County Fusion            | Estados Unidos | 2014          |
| Seattle Sounders FC              | Estados Unidos | 2016-2018     |
| Seattle Sounders FC 2 (préstamo) | Estados Unidos | 2016-2018     |
| Guadalajara                      | México         | 2019          |
| Zacatepec (préstamo)             | México         | 2019          |
| Reno 1868                        | Estados Unidos | 202           |
| D.C. United                      | Estados Unidos | 2021-2022     |
| New York City                    | Estados Unidos | 2022-2023     |
| LA Galaxy                        | Estados Unidos | 2023          |
| El Paso Locomotive               | Estados Unidos | 2024-presente |

## Palmarés

### Campeonatos nacionales
| Título  | Club             | País           | Año  |
| ------- | ---------------- | -------------- | ---- |
| MLS Cup | Seattle Sounders | Estados Unidos | 2016 |